# Embargo
Ad oggi, nel commercio estero e nella politica del commercio estero, un embargo (dallo spagnolo embargo, confisca, e embargar, sequestrare) sta a significare il divieto di esportazione e/o importazione di beni e servizi da o verso uno o più paesi. 

## Tipi di embargo
Storicamente, nel diritto internazionale, un embargo è una sanzione in base alla quale viene imposto ad una nave di non salpare, o di non effettuare attracco, presso un porto dello Stato in cui si trovi.
In senso più ampio, per embargo si intende il blocco degli scambi commerciali deciso da uno o più paesi nei confronti di uno o più paesi terzi, solitamente per motivi politici o economici. Si tratta di una misura di coartazione della libertà di decisione degli Stati colpiti da tale provvedimento, può essere anche utilizzato come strumento nell'ambito di una strategia militare nel corso di una guerra. Nel caso di un embargo commerciale questo può essere applicato esclusivamente su determinate merci come armi, tecnologie militari, beni di lusso, petrolio e così via.
Per embargo dell'oro o embargo sull'oro, si intendeva una misura precauzionale che uno Stato poteva adottare in difesa del corso della propria moneta, vietando l'esportazione di oro e argento, metalli rispetto ai quali era ammessa per legge la convertibilità.

### Embargo sulle armi
Un embargo sulle armi generalmente vieta l'uso, l'importazione (quando l'obiettivo è limitare il flusso di armamenti in entrata) e/o l'esportazione di armi (quando l'obiettivo è colpire un paese produttore di armamenti), nonché di munizioni o attrezzature, strumenti e know-how relativo a tutto ciò che concerne la difesa e il contesto militare. Gli embarghi sulle armi sono utilizzati con l'obiettivo di ridurre la violenza nei conflitti armati o, come nel caso dell'embargo sulla Corea del Nord, per limitarne lo sviluppo militare e la proliferazione nucleare.
Gli embarghi sulle armi sono particolarmente rilevanti nel contesto delle sanzioni economiche in quanto sono la misura restrittiva maggiormente adottata dal Consiglio di Sicurezza delle Nazioni Unite.

## Casi storici famosi

### Guerra del Kippur
Il 6 ottobre 1973, approfittando della festività ebraica dello Yom Kippur, truppe egiziane e siriane attaccarono contemporaneamente Israele, dando inizio alla quarta guerra arabo-israeliana. Lo stesso giorno, a Vienna, i delegati dei paesi dell'Opec si trovavano riuniti con i rappresentanti delle compagnie petrolifere per discutere l'adeguamento del prezzo ufficiale del petrolio. Mentre la notizia dello scoppio della guerra e degli iniziali successi egiziani fu accolta con entusiasmo dalla delegazione dei paesi produttori, la quale propose senza esitazioni un aumento del 100% del prezzo del greggio, i rappresentanti delle compagnie, le cui decisioni dipendevano dal beneplacito dei governi occidentali, furono subito presi dal timore che il petrolio venisse usato come arma per influire sull'esito della guerra. Il timore non si rivelò infondato.
Considerata la distanza insormontabile tra le proposte delle controparti, il 14 ottobre si arrivò alla rottura delle trattative e, due giorni dopo, i delegati degli stati petroliferi del Golfo si ritrovarono a Kuwait City, dove presero due importanti decisioni. Anzitutto stabilirono di elevare del 70% il prezzo del petrolio. Si trattò di una presa di posizione storica, non tanto per la consistenza dell'aumento, che sostanzialmente allineava il prezzo del greggio a quello del mercato libero, quanto per il fatto che la decisione per la prima volta era stata presa dai paesi produttori unilateralmente, senza il consenso delle compagnie. «Ora siamo finalmente padroni del nostro prodotto» dichiarò in quell'occasione il ministro del petrolio saudita Ahmed Yamani. In secondo luogo i convenuti si accordarono per una riduzione progressiva della produzione petrolifera nella misura del 5% al mese, mantenendo però stabili le forniture agli Stati considerati "amici".
I tagli alla produzione e il trattamento differenziato a seconda dei vari paesi miravano chiaramente a esercitare una pressione sugli stati occidentali, creando una divisione al loro interno riguardo all'atteggiamento da assumere nella guerra in corso tra arabi e israeliani. Il principale obiettivo erano gli Stati Uniti, il più importante alleato di Israele, tant'è che, quando pochi giorni dopo il presidente statunitense Nixon annunciò pubblicamente l'intenzione di concedere allo stato ebraico consistenti aiuti per fronteggiare le difficoltà belliche, le misure appena prese a Kuwait City vennero ritenute insufficienti. Prima la Libia, poi l'Arabia Saudita, nonostante gli stretti legami di re Feisal con la potenza americana, dichiararono l'embargo su tutte le spedizioni di petrolio verso gli Usa. Di lì a qualche giorno anche gli altri stati arabi seguirono il loro esempio. L'embargo fu mantenuto in vigore fino al marzo dell'anno successivo, benché già il 26 ottobre si fosse arrivati ad un cessate il fuoco fra Egitto e Israele.
Nel conflitto si manifestò l'importanza del petrolio, con conseguenze che andarono ben oltre le sorti della guerra in medio oriente, infatti gli Stati Uniti avevano raggiunto, in campo petrolifero, il loro apice produttivo e si erano trovati privi di capacità di riserva. Il mondo industriale, accortosi improvvisamente di essere divenuto troppo dipendente da un gruppo di paesi politicamente ostili, dovette affrettarsi a varare nuovi piani energetici, ma anche a intraprendere nuove politiche nel vicino oriente. Nei paesi occidentali l'embargo ebbe un forte impatto psicologico anche sui comuni cittadini, costretti non solo a pagare più cara la benzina, ma anche a fare la fila davanti alle pompe o, in qualche caso, a sottomettersi al divieto di usare la propria auto in alcuni giorni stabiliti. Il prezzo ufficiale del greggio, che a metà del 1973 era di 2,90 dollari a barile, alla fine dell'anno aveva raggiunto quota 9,20. Si verificò così il paradosso che, con i prezzi che salivano alle stelle, i paesi esportatori potevano ridurre la produzione e nel contempo aumentare i loro introiti.

## Soluzioni per l'aggiramento
Alcuni modi per aggirare un provvedimento di embargo sono le triangolazioni e l'installazione di presidi operativi direttamente nello Stato che ne sia oggetto.
Tramite le triangolazioni la compravendita è mediata da un Paese terzo che non aderisce ai trattati, e funge da intermediario per gli scambi di merci e dei pagamenti fra il Paese produttore e quello sottoposto a embargo. La mancata adesione ai trattati di embargo non è sanzionata, poiché un Paese neutrale risulta comodo per gli affari delle controparti.
Alcune società aprono filiali distaccate nei Paesi sottoposti a embargo e gestiscono gli scambi di materie prime e prodotti finiti mediante il meccanismo della triangolazione.

## Embarghi in essere
Attualmente, tra i paesi colpiti da embargo, figurano:
- Corea del Nord: attuato dal Consiglio di Sicurezza delle Nazioni Unite (UNSC), dagli USA e dalla UE nel 2006 (in varie misure e con episodi differenti) in seguito all'attuazione di un test nucleare da parte del regime nord-coreano. Tali misure, a livello generico, hanno imposto un embargo sulle importazioni ed esportazioni di armi, un embargo sull'importazione ed esportazione di beni e tecnologie sensibili alla proliferazione nucleare, determinati beni di consumo (con differenze tra quelli sotto embargo per l'importazioni e quelli per l'esportazioni) e beni di lusso.
- Afghanistan (Talebani): tra il 1999 e il 2011 il gruppo è stato inserito dall'UNSC all'interno di un regime sanzionatorio in cui erano incluso anche al-Qaida (successivamente verrà incluso anche lo Stato Islamico). Il regime di sanzioni contro il gruppo è stato formalmente separato dal regime di sanzioni diretto ad al-Qaida nel giugno 2011 con la risoluzione 1988 (che ha istituito un regime talebano distinto) e la risoluzione 1989 (che ha istituito un regime separato per al-Qaida e associati). All'interno dei vari episodi sanzionatori (più precisamente a partire dalla risoluzione 1333 del dicembre 2000) fu imposto tra le varie misure restrittive un embargo sulle armi destinato a vietare l'importazione di armamenti verso le aree controllare dal gruppo e verso specifici individui.
- Bielorussia: embargo sulle armi applicato con la decisione del Consiglio dell'Unione europea 2011/357/CFSP nel giugno 2011. L'embargo vieta qualsiasi fornitura di armi, attrezzature militari e strumenti che potrebbero essere utilizzati per la repressione interna da parte di cittadini degli Stati membri o provenienti dal territorio degli Stati membri.
- Cina: sia gli Stati Uniti che l'Unione europea hanno smesso di esportare armi alla Cina a partire dal 1989 a causa della violenta repressione delle proteste di piazza Tiananmen.[4]
- Russia: in risposta al coinvolgimento russo nel conflitto in Ucraina iniziato all'inizio del 2014, il 31 luglio 2014 l'UE ha imposto diverse sanzioni contro la Federazione Russa, compreso un embargo sulle armi, adottando la decisione 2014/512/PESC del Consiglio. Embarghi sulle armi sono stati adottati anche da altri paesi come Stati Uniti e Regno Unito.[5] In aggiunta all'embargo sulle armi e alle varie misure applicate verso la Russia è stato anche imposto da diversi paesi (in particolare l'UE, Stati Uniti, Regno Unito, Canada e Australia)[6] un embargo sul petrolio russo (sia non raffinato che raffinato).[7][8][9]
- Taiwan: dopo la visita di Nancy Pelosi sull'isola, a partire dall'agosto 2022 la Repubblica Popolare Cinese ha imposto un embargo commerciale su Taiwan per quanto concerne l'esportazione dall'isola di prodotti frutticoli e ittici oltre che vietare l'importazione nel paese di sabbia, utile al settore edilizio.[10][11]
- Siria: attuato dall'UNSC in seguito alle violente repressioni che il governo siriano ha attuato, nelle quali l'esercito ha fatto uso di armi e blindati per soffocare proteste, manifestazioni e rivolte popolari.
- Sudan: attuato dall'UNSC in seguito alle sanguinose azioni militari di pulizia etnica attuate dal regime militare sudanese nella regione del Darfur.
- Palestina: attuato da Israele a partire dal giugno 2007; vedi anche Blocco della Striscia di Gaza.
- Cuba: a causa della rivoluzione cubana.
- Iran: a causa della rivoluzione iraniana.

## Embarghi passati
- Italia: attuato dalla Società delle Nazioni negli anni trenta a seguito della guerra d'Etiopia.
- Corea del Nord: attuato dagli USA all'inizio degli anni Cinquanta nei confronti di Cina, Unione Sovietica e dei paesi favorevoli a quest'ultima per il coinvolgimento nella guerra di Corea.
- Sierra Leone: embargo da parte dell'UNSC in vigore dal 2000 al 2003 sull'esportazione dei diamanti (eccetto attraverso lo schema di certificazione del Kimberley Process). A partire dal 1997 (con il primo episodio sanzionatorio da parte dell'UNSC sul paese) fu imposto un embargo sull'importazione di armi su tutte le parti coinvolte nel conflitto. A partire dal marzo 1998 (Risoluzione dell'UNSC 1171) questa misura fu ristretta solo alle forze non governative.
- Libia: a causa delle violente repressioni che sarebbero state attuate dal regime del colonnello Gheddafi era stata colpita da embargo, ma questo è stato interrotto con la Risoluzione del Consiglio di Sicurezza delle Nazioni Unite 2016 del 2011.
- Mali: embargo e sanzioni imposte dalla Comunità economica degli Stati dell'Africa occidentale in vari episodi come nel 2012[12] o nel 2022.[13]
- Iraq: a causa della prima guerra del Golfo era stato colpito da embargo,[14] ma questo è stato interrotto con la Risoluzione del Consiglio di Sicurezza delle Nazioni Unite 1483 del 2003.[15]
- Indonesia: Il governo degli Stati Uniti impose un embargo sulle armi contro l'Indonesia nel 1999 a causa delle violazioni dei diritti umani in Timor Est. L'embargo fu revocato nel 2005.[16]
- Sudafrica: a causa dell'apartheid.
- Rhodesia: a causa della segregazione razziale.
- Nicaragua: a causa della rivoluzione sandinista.
- Birmania: a causa della dittatura militare.
- Jugoslavia: a causa delle guerre jugoslave.
- Stati Uniti d'America: Embargo del 1807
- Unione Sovietica: Embargo del grano degli Stati Uniti contro l'Unione Sovietica